# نادي نفط البصرة
نادي نفط البصرة الرياضي  هو أحد أندية كرة القدم في العراق يقع في محافظة البصرة كان يسمى سابقًا نادي نفط الجنوب.
نادي نفط البصرة الآن في الدوري العراقي الممتاز لكرة القدم. 

## التأسيس
تأسس النادي في 27/11/1979 في مدينة البصرة جنوب العراق حيث كان نظام الإجازات للأندية يشترط بأن يكون في النادي فريق كرة قدم له إنجاز معتبر أو نتيجة جيدة على مستوى القطر فكان أول فريق كرة القدم قاده المدرب عبد الهادي جبار وقد أحرز حينها المركز الأول على مستوى العراق وعلى هذا الأساس أجيز النادي رسمياً من قبل الدولة آنذاك.
يذكر ان النادي تأسس باسم نادي نفط الجنوب ثم غير اسمه إلى نادي الرملية في 3/6/1993 وفي 20/4/2003 عاد إلى اسمه القديم نادي نفط الجنوب، وفي 2020\10\23 غير اسمه إلى نادي نفط البصرة.
- نادي نفط الجنوب يمثل شركة نفط الجنوب لكن في عام 1969 بعد التأميم سميت بشركة النفط العراقية وكان ارتباطها بالعاصمة بغداد وكانت تسمى شركة نفط الجنوب بالمؤسسة العامة لنفط الجنوب ونادي نفط البصرة بعد التأميم تغيير اسمه إلى نادي نفط الجنوب

لعب النادي باسم نادي نفط البصرة وهو أول نادي عراقي يحرز بطولة أندية القطر بكرة القدم سنة 1957 وبمشاركة أربعة فريق هم نادي نفط البصرة والحرس الملكي والكلية العسكرية ومصلحة نقل الركاب وفي المباراة النهائية فاز على فريق الحرس الملكي بنتيجة اثنان لواحد في ملعب الكشافة وكان الفريق يضم الحارس جليل لفته (جلاوي) وكريم علاوي وسعيد يشوع وشاكر إسماعيل وحميد مجيد وكملو ازريه وهيراند جوهر ومايكل تشالي صبيح محمد زكي وآخرون حيث كرم الفريق بعدها من قبل ممثل الملك آنذاك.
- بتاريخ 13/ 11/ 1961 جرت على ملعب نفط الجنوب مباراة ودية بكرة القدم مع فريق الزمالك المصري وفاز نفط الجنوب بنتيجة 3-2.[3] [4]
- لعب فريق نفط الجنوب لكرة القدم مع الهلال السوداني [5] في سنة 1962 وانتهت بهدف لنفط الجنوب سجله حميد مجيد.

## مؤسسين النادي
كان ضمن الأعضاء المؤسسين للنادي عبد الله رسن إبراهيم وعبد الهادي جبار وعبد الله عيسى ولبنان جوده ومحمد حسين أحمد ولي وداوود حسين وعبد الرضا غريب وقاسم محمد وفؤاد سهر وعمران عيسى.
أول هيئة إدارية
تكونت أول هيئة إدارية انبثقت في النادي كلا من (عبد الله رسن إبراهيم – عبد الواحد عبد الرضا – عمانوئيل ازريه – حميد تعوبي فرج – حسن هلال – نوريه الشوك).
```
ومن أبرز الوجوه التي مرت على إدارة النادي وكانوا في هيئاته الإدارية هم(فؤاد سهر – اياد سهر – عادل حنتوش – عبد الصمد منصور – خزعل جبار- فاطمة عبد مالح – الدكتورة شذى مهاوش – عبد الهادي جبار – غيرهم).
```

## الألعاب التي في النادي
بناء الأجسام
كان الفريق يتربع على المنطقة الجنوبية والعراق حيث كان نظام البطولات يجري على أساس الطول بخلاف ما هو عليه ألان فكان في فئة قصار القامة اللاعب محسن لازم وفي فئة متوسطي القامة اللاعب داوود حسين وفي طوال القامة اللاعب زيارة سهر.
 كرة اليد
بطل الدوري العراقي لعام 2014
توج فريق نفط البصرة بكرة اليد بطلا لمسابقة الدوري العراقي لكرة اليد
بعد فوزه في مباراة الختام على نظيره فريق نادي الكرخ، بنتيجة 32 مقابل 30 نقطة في اللقاء الذي جرى على قاعة نادي الكرخ الرياضي في المنصور، غربي بغداد
يذكر أن فريق نفط البصرة توج بلقب الدوري الممتاز العراقي بكرة اليد بعد حصده (52) نقطة فيما جاء في الوصافة فريق نادي الجيش برصيد (46) نقطة وفريق نادي الكرخ في المركز الثالث برصيد (44) نقطة
كرة الطائرة
ضم فريق كرة الطائرة في نادي نفط البصرة الرياضي خيرة لاعبي المحافظة بالأخص اللاعبين من سكنة قضاء أبو الخصيب أمثال اللاعب عادل مجيد وكان يشرف على تدريب فريق النادي المدرب غسان سالم.
الرياضة النسوية
يعتبر نادي نفط البصرة كأول نادٍ يدخل العنصر النسوي ضمن نشاطاته فكان هنالك فريق لكرة المنضدة يشرف عليه المدرب غالب هرمز وكانت اللاعبات ندى كوركيس وغيرهن بطلات اللعبة في بطولات العراق.
```
وكان هنالك فريق للكاراتيه بإشراف الدكتورة فاطمة عبد مالح واستطاع من حصد اغلب البطولات في فترة الثمانينات.
```

كرة القدم
قضى الفريق منذ تأسيس النادي مواسم طويلة في دوري الدرجة الثانية والأولى ولم تسنح له فرصة الصعود إلى دوري الأضواء الا في عام 2004 بعد أن ترشح من أجل اللعب مع فريق الفلوجة في المباراة الفاصلة المؤهلة إلى الدوري الممتاز
الذي بدوره الأخير أنسحب بسبب الظروف الأمنية في وقتها ليكون نفط البصرة ضمن فرق الدوري الممتاز.
ويعتبر فريق كرة القدم هو الشريان الرئيسي في جسم النادي هذا الفريق مر على تدريبه في فترة التسعينيات المدرب هادي أحمد والدكتور يوسف لازم وعبد الرضا غريب وإبراهيم دحلوس وفؤاد سهر
وكذلك مر على فريق كرة القدم في النادي لاعبون بارزون من بينهم الدكتور ذو الفقار صالح والدكتور عمار جاسم وعباس فاضل وباسم عبد الحسن وأحسان منور.

## انجازات النادي
حققت فرق نادي نفط البصرة الرياضي العديد من الإنجازات على المستوى الداخلي والخارجي وكان منها : -
- فريق الكاراتيه : المركز الأول في بطولة الشرق الأوسط التي جرت في القاهرة
- فريق كرة اليد : بطل الدوري العراقي لموسم 13-2014
- فريق المصارعة : المركز الأول لبطولة الشباب
- فريق القوة البدنية : المركز الأول في بطولة العراق التي أقيمت في محافظة واسط
- فريق البليارد : المركز الأول فرقي وفردي لعموم العراق

## المنافسات
هنالك تنافس كبير بين نادي الميناء ونادي نفط الجنوب، ويطلق عليه ديربي البصرة، وتشهد مواجهة الفريقين بحضور جماهيري وإعلامي واسع.